# Bijimita
Bijimta, auch Reino Bijimita, ist ein Dorf (Tabanca) im Westen Guinea-Bissaus. Der Ort liegt im Verwaltungssektor von Quinhamel und hat 760 Einwohner (Stand 2009).

## Geschichte
Der Ortsname geht auf ein historisches, im 17. Jahrhundert hier bekanntes „Königreich Bijimita“ zurück.
Im Zusammenhang mit der Cholera-Epidemie in Guinea-Bissau 1994 war auch Bijimita Gegenstand mehrerer internationaler Untersuchungen.
2011 gründete eine brasilianische evangelikale Religionsgemeinschaft hier eine örtliche Gemeinde.

## Persönlichkeiten
- Joãozinho Vieira Có (* 1963), Diplomat und Politiker